# ポール・サイモン・ソングブック
『ポール・サイモン・ソングブック』（The Paul Simon Songbook）はポール・サイモン初のソロアルバム。

## 概要
サイモン&ガーファンクルとしてのデビュー・アルバム『水曜の朝、午前3時』が不振だったため、サイモンはアメリカを離れてロンドンを拠点として音楽活動を続ける。その頃、BBCのラジオ番組でサイモンの曲が放送されて好評を博したため、急遽このアルバムが作成されることになり、イギリスで発売された。全ての曲は自身のギターによる伴奏のみである。日本では、「Simon Before Garfunkel」というタイトルで1969年にリリースされ、カバージャケットはサイモンのモノクロの顔写真に変更されていた。
アメリカでは、2004年にCDとしてリリースされるまで、アルバム単体としては発売されなかった。
本作収録曲の多くは、サイモン&ガーファンクルのアルバム『サウンド・オブ・サイレンス』（1966年）、『パセリ・セージ・ローズマリー・アンド・タイム』（1966年）でセルフ・カヴァーされた。アメリカ白人による人種差別を告発したプロテストソング「教会は燃えている」は、サイモン&ガーファンクル名義のスタジオ・アルバムには収録されなかったが、ライヴでは演奏された。

## 収録曲
ポール・ケーン(Paul Kane)は、サイモンの別名であり、全曲サイモン作である。
Side 1
1. アイ・アム・ア・ロック - "I Am a Rock" - 2:52
2. 木の葉は緑 - "Leaves That Are Green" - 2:41
3. 教会は燃えている - "A Church Is Burning" - 3:38
4. 四月になれば彼女は - "April Come She Will" - 1:55
5. サウンド・オブ・サイレンス - "The Sound of Silence" - 3:19
6. とても変わった人 - "A Most Peculiar Man" - 2:26

Side 2
1. 私の兄弟 - "He Was My Brother" (Paul Kane) - 2:58
2. キャシーの歌 - "Kathy's Song" - 3:42
3. ザ・サイド・オブ・ア・ヒル - "The Side of a Hill" (Paul Kane) - 2:28
4. 簡単で散漫な演説 - "A Simple Desultory Philippic" - 2:25
5. 雨に負けぬ花 - "Flowers Never Bend with the Rainfall" - 2:27
6. パターン - "Patterns" - 3:13

### 2004年再発盤ボーナストラック
1. アイ・アム・ア・ロック（未発表別バージョン） - "I Am a Rock" Alternate Version -2:44
2. 教会は燃えている（未発表別バージョン） - "A Church Is Burning" Alternate Version -3:10